# Aptostichus bonoi
Aptostichus bonoi (лат.) — вид мигаломорфных пауков из семейства Euctenizidae. Эндемик США.

## Распространение
Обитает в песчаных биотопах Covington Flat (пустыня Мохаве) в Национальном парке Джошуа-Три (штат Калифорния, США).

## Описание
Головогрудь, хелицеры и ноги самцов — желтовато-красного цвета (у самок красновато-коричневого), брюшко красновато-коричневое. Самец: длина карапакса 5,00 мм, ширина — 4,35 мм. Самка: длина карапакса 5,75 мм, ширина — 4,80 мм. Расселение самцов наблюдали поздней осенью вплоть до начала зимы: с сентября по ноябрь. Вид был впервые описан в 2012 году американским арахнологом профессором Джейсоном Бондом (Jason E. Bond; Обернский университет, Алабама, США).

### Самец
Карапакс голый, густые чёрные щетинки вдоль бахромы; поверхность карапакса гладкая, головная часть приподнята. Задний край бахромы с чёрными щетинками. Фовеальная борозда глубокая, сильно изогнутая. Глаза на невысоком холмике. AER слегка изогнут, PER слегка изогнут. PME, AME примерно одинакового диаметра. Стернит умеренно опущен, STR1 2,75, STRw 2,48. Задние стернальные сигиллы маленькие, расположены в стороне от края, но не в центре, не соприкасаются, передние пары сигилл небольшие, овальные, краевые. Хелицеры с отчётливым передним зубчатым рядом из 4 зубцов, задний край с одним рядом мелких зубцов. Максиллы щупиков, губа, бугорки отсутствуют, LBw 0,77, LBl 0,39. Растеллум состоит из 12 толстых шипов на невыступающем бугорке. Брюшко щетинистое, толстые чёрные щетинки смешиваются с тонкими чёрными щетинками. Очень светлые скопулы лапки на ногах I, II. Лапка I с единственным, слегка смещённым рядом из 11 трихоботрий. Имеются отчётливые короткие шипы на вентральной поверхности лапки I. Голени педипальп короткие, их ширина больше половины длины, с отчётливым участком медиальных/дистальных ретролатеральных шипов. Цимбиум короткий; embolus толстый, дорсо-вентрально уплощённый с небольшой кривизной в середине, зазубренный дистально.

### Самка
Окраска карапакса, ног, хелицер тёмно-красновато-коричневая. Брюшко красновато-коричневое. Головогрудь обычно голая, с очень редкими тонкими чёрными щетинками; в целом гладкая поверхность, головная часть умеренно приподнята. Бахрома лишена щетинок. Фовеальная борозда глубокая, прямая. Задняя сторона панциря плоская. Группа глаз слегка приподнята на невысоком холмике. AER слегка изогнут, PER слегка изогнут. PME, AME примерно одинакового диаметра. Стернит наиболее широкий в тазиках II/III, умеренно остистый, STR1 3,22, STRw 3,21. Три пары передних пар стернальных сигилл небольшого размера овальной формы, краевые; задняя пара средних размеров, удлинённая, расположена мезиально, но не сближена. Передний ряд зубцов на хелицерах состоит из 4 зубцов с зубчатым участком на заднем крае. Пальпальные максиллы с 24 бугорками, сосредоточенными на внутренней (промаргинальной) задней пятке; верхняя губа без бугорков, LBw 1.02, LBl 0.60. Растеллум состоит из 12 толстых шипов, не стоящих на бугорке; вдоль дистального переднего края вверх от растеллума идёт кайма из коротких шипов. Брюшко умеренно щетинистое. На задних латеральных спиннеретах PLS (posterior lateral spinnerets) все 3 сегмента со спиготами (небольшая заострённая или цилиндрическая структура на конце прядильного аппарата, из которого выходит шёлк). Последний членик составляет 1/2 длины медиального членика, на конце видны 2 увеличенных выступа. PMS односегментные, с наконечниками, короткие с закруглённым концом.

## Этимология
Вид назван в честь ирландского рок-музыканта Боно из группы U2, чей альбом 1987 года назван The Joshua Tree, а позднее также назвали и национальный парк Джошуа-Три, где был найден паук Aptostichus bonoi. Это открытие заинтересовало и музыкальную общественность в лице культового рок-журнала Rolling Stone.